# Індекс UX
Індекс UX (UX-індекс, Індекс Української біржі) — український фондовий індекс за даними торгів Української біржі. 
Розраховується в реальному часі: значення індексу публікуються щоп'ятнадцять секунд між 10:30 та 17:00 (за київським часом) та транслюються усім учасникам торгів через біржовий термінал.
Початкове значення індексу — 500. Датою відліку індексу є 26 березня 2009 року — початок регулярних торгів на Українській біржі. Індекс є зваженим за капіталізацією з врахуванням вільних акцій (free float).

## Порядок розрахунку індексу
Індекс (In) розраховується як відношення сумарної ринкової капіталізації цінних паперів (MCN), включених в список для розрахунку індексу (далі — Список цінних паперів), до сумарної ринкової капіталізації цінних паперів на початкову дату (MC1), помножене на значення індексу на початкову дату (I1) і на поправочний коефіцієнт (Zn):
In= Zn*I1* MCn/MC1
MCn — сума ринкових капіталізацій акцій на даний час в українських гривнях:
MCn=∑Wi*Pi*Qi* Ci
де Wi — поправочний коефіцієнт, що враховує кількість і-х акцій у вільному обігу (коефіцієнт у вільному обігу),
Сi — коефіцієнт, що обмежує частку капіталізації і-ї акції (ваговий коефіцієнт);
Qi — загальна кількість і-х акцій,
Pi — ціна I-ї акції в гривнях на момент розрахунку п,
N — число акцій в Списку цінних паперів.
 Початкові значення:
I1 = 500 за підсумками торгів 26 березня 2009 року,
MC1 = 1243418850
Z 1 = 1
Розрахунок вагових коефіцієнтів
Частка вартості цінних паперів (далі — Питома вага) по кожному цінному папері зі Списку цінних паперів у сумарної вартості зазначених цінних паперів розраховується за формулою:
Wghti=Wi*Pi*Qi*Ci/∑Wi*Pi* Qi*Ci
Питома вага цінних паперів одного емітента розраховується як сума питомих ваг акцій всіх категорій даного емітента зі Списку цінних паперів.
Для обмеження величини впливу на індекс акцій окремих емітентів встановлено вимогу — питома вага цінних паперів кожного емітента не повинен перевищувати 25% (S = 25%) станом на день складання Списку цінних паперів.
Для виконання обмежень служать коефіцієнти Сi.
Коефіцієнти Сi переглядаються за такою методикою. Нехай в n-тий день діють «старі» коефіцієнти Сn, i, в (n + 1) -й день вводяться нові коефіцієнти Сn + 1, i. Нові коефіцієнти визначаються за підсумками торгів дня n наступної итерационной процедурою.
Крок 1. Розраховуються частки вартості цінних паперів емітентів без обмежуючих коефіцієнтів Сn, i:
Si(1)=MCapi/∑ MCapi,  i=1,…,N
MCapi=∑Pik*Qik*Wik
де k — число включених в індекс видів цінних паперів i-того емітента
Підраховується кількість емітентів, для яких. Назвемо такі емітенти обмежується. Нехай кількість таких емітентів M (1).
Крок 2. Розраховується допоміжна величина з умови:
X(1)/M(1)*X(1)+∑ MCapi=S
де сума в знаменнику (∑ MCapi) розраховується по емітентах, котрі ввійшли в число обмежуються.
X(1)=S*∑ MCapi/1-S*M(1)
Крок 3. Визначаються частки вартості цінних паперів емітентів S(2)n,i
S(2)n,i= MCapi/∑ MCapi
за умови, що для кожного з обмежуються емітентів Mcapn,i=X(1). Новий список обмежуються емітентів включає емітенти, для яких. Якщо новий список не збігається з попереднім (містить більше емітентів), то повторюємо крок 2 з новим списком обмежуються емітентів. Інакше переходимо до кроку 4, при цьому по завершенні k ітерацій є остаточний список обмежуються емітентів і розрахована в останній ітерації величина X = X (k).
Крок 4. Для обмежуються емітентів визначаються коефіцієнти
Cn+1,i=X/Pi*Qi*Wi
для інших Сn + 1, i = 1.
Вихідні дані
Вихідними даними для розрахунку індексу є:
1. Інформація про угоди, укладені в торговельній системі на підставі безадресних заявок під час торгової сесії, з цінними паперами, що входять в список для розрахунку індексу.
2. Інформація про поточні кращих цінах заявок.
Визначення ціни i-ї акції (Pi)
Ціна цінного паперу Pi визначається як ціна останньої угоди на момент розрахунку індексу.
Якщо в момент розрахунку індексу Ціна цінного паперу виходить за діапазон цін між ціною кращої заявки на покупку і ціною кращої заявки на продаж за цим цінним папером, то ціна цінного паперу Pi визначається з урахуванням кращих цін заявок на покупку і продаж:
- якщо ціна кращої заявки на покупку стала вище останньої розрахованої ціни за цим цінним папером, то ціна цінного паперу Pi дорівнює кращої заявки на покупку.
- якщо ціна кращої заявки на продаж стала нижче останньої розрахованої ціни за цим цінним папером, то ціна цінного паперу Pi дорівнює кращої заявки на продаж.

Точність представлення інформації
Значення індексу розраховуються з точністю до двох знаків після коми. Значення цін цінних паперів розраховуються з точністю до п'яти знаків після коми, поправочний коефіцієнт Zn — до семи знаків після коми, коефіцієнтів Wi — до двох знаків після коми, Ci — до семи знаків після коми.
Список цінних паперів
Список цінних паперів, що використовуються для розрахунку індексу, визначається Індексним комітетом і складається з найбільш ліквідних цінних паперів. Вибір цінних паперів здійснюється на основі експертної оцінки серед цінних паперів, допущених до торгів на Біржі. Рішення Індексного комітету про зміну кількості цінних паперів, що використовуються для розрахунку індексу, підлягає затвердженню Біржовим радою ПАТ «Українська біржа».
Експертна Оцінка заснована на використанні такої інформації:
·             обсяг торгів,
·             частота укладання угод,
·             наявність попиту і пропозиції,
·             величина спреду,
·             капіталізація з урахуванням кількості акцій, що перебувають у вільному обігу,
·             галузева приналежність емітентів цінних паперів,
·             можуть враховуватися також і інші фактори, що впливають на ліквідність акцій.
При прийнятті рішення про склад Списку цінних паперів досліджується статистична інформація про торги за три попередніх місяці.
До Списку цінних паперів включаються акції, раніше включені до складу кандидатів на включення до Списку цінних паперів (Лист очікування на включення). Для цінних паперів емітентів, які провели первинне або вторинне публічне розміщення цінних паперів, або утворилися в ході реорганізації існуючих раніше емітентів, може бути прийнято рішення про включення до Списку цінних паперів без попереднього включення в Лист очікування на включення.
Зі Списку цінних паперів виключаються акції, раніше включені до складу кандидатів на виключення зі Списку цінних паперів (Лист очікування на виключення). Для цінних паперів емітентів, з якими сталися або будуть відбуватися корпоративні події, може бути прийнято рішення про виключення зі Списку цінних паперів без попереднього включення в Лист очікування на виключення.
Біржа розміщує на своєму вебсайті наступну інформацію про рішення Індексного комітету:
- склад нового Списку цінних паперів,
- склад Листа очікування на включення до Списку цінних паперів,
- склад Листа очікування на виключення зі Списку цінних паперів.
Розрахунок коефіцієнтів free-float і визначення кількості цінних паперів, що використовуються при розрахунку Індексу
Значення поправочних коефіцієнтів Wi, що враховують кількість i-х акцій у вільному обігу, визначаються з точністю 0.01 (1%) на підставі публічно доступних відомостей з використанням експертної оцінки.
Джерелами інформації про власників цінних паперів є інформаційні агентства, що спеціалізуються на розкритті економічної інформації, і емітенти цінних паперів.
Коефіцієнти Wi розраховуються за формулою:
Wi=Qi-Qhi/Qi
де Qi — загальна кількість i-х акцій,
Qhi — кількість i-х акцій у власності держави, контролюючих акціонерів, в перехресному володінні, у володінні менеджменту та інших стратегічних інвесторів.
Рішення про кількість акцій, що враховуються при розрахунку індексу, приймає Індексним комітетом.
Розрахунок поправочного коефіцієнта Z
При зміні Списку цінних паперів, вагових коефіцієнтів Сi або коефіцієнтів free-float Wi, а також при настанні корпоративних події, у випадках, передбачених статтею 12, на n-дату з метою запобігання стрибка, обумовленого даними змінами, провадиться перерахунок поправочний коефіцієнт Zn:
Zn+1=Zn*MCn/MCꞌn
де MCn '- капіталізація, розрахована за зміненим списку цінних паперів.
10. Облік корпоративних подій
10.1. Додаткова емісія акцій
При отриманні інформації від ДКЦПФР про реєстрацію підсумків розміщення нової емісії включених до Списку цінних паперів, провадиться перерахунок коригуючого  коефіцієнта Z, як зазначено в статті 11. Строки обліку змін визначені в статті 13 цієї методики.
В окремих випадках, коли емітент оголошує про додаткову емісію акцій, в результаті якої, за думкою експертів членів Індексного комітету, очікується період цінової невизначеності на ринку, може бути прийнято рішення про тимчасове виключення акцій зі Списку цінних паперів. У цьому випадку проводиться перерахунок коригуючого коефіцієнта Z, як зазначено в статті 11, до початку торгового дня, коли акція тимчасово виключається зі Списку цінних паперів.
Індексний комітет приймає рішення про терміни включення до Списку цінних паперів тимчасово виключених акцій після отримання інформації від ДКЦПФР про реєстрацію підсумків розміщення нової емісії і формування нових ринкових цін.
10.2. Дроблення, консолідація, викуп частини акцій, реінвестування дивідендів
Оскільки при здійсненні дроблення ціна акцій зменшується в ціні пропорційно відношенню нового кількості акцій до старого кількості, то величина капіталізації, обчислена як добуток поточних цін на нову кількість цінних паперів, не змінюється в результаті проведення компанією цього корпоративного дії. Таким чином, коригуючий коефіцієнт Z в цьому випадку не перераховується.
Реінвестиція дивідендів (збільшення статутного капіталу за рахунок дивідендів) сприймається ринком також як і дроблення, тому коефіцієнт Z в цьому випадку також не перераховується.
Консолідація і викуп частини акцій можна інтерпретувати як «дроблення зі зворотним коефіцієнтом», отже, коригувальний коефіцієнт Z також не перераховується.
10.3. Реорганізація акціонерного товариства
При реорганізації акціонерного товариства здійснюються дії, спрямовані на адекватне врахування при розрахунку Індексу факту реорганізації. Залежно від форми реорганізації можливе здійснення різних дій. Рішення про те, яка саме дія здійснюється, приймається Індексним комітетом, Інформація про прийняті рішення розкривається на вебсайті Біржі
Приблизний порядок дій при реорганізації:
10.3.1. Злиття акціонерних товариств
При реорганізації акціонерних товариств у формі злиття, що реорганізується виключаються зі складу Індексу.
В окремих випадках може бути прийнято рішення про включення до Індексу нового суспільства, утвореної шляхом злиття.
Для виключення стрибкоподібного зміни індексу при зміні Списки цінних паперів розраховується новий коефіцієнт Z згідно з правилами статті 11.
10.3.2. Реорганізація акціонерного товариства у формі поділу або виділення
При реорганізації акціонерного товариства у формі поділу або виділення здійснюється зменшення капіталізації акцій товариства пропорційно вартості майна, переданого новому акціонерному товариству згідно з розподільним балансом або на підставі ринкової оцінки. Зменшення капіталізації здійснюється за підсумками останнього торгового дня, коли відбуваються торги акціями ще не реорганізованого товариства. Залежно від порядку реорганізації товариства зменшення капіталізації здійснюється або за рахунок зменшення ціни акцій, або за рахунок зменшення кількості цінних паперів або коефіцієнта free-float.
У разі неможливості визначення вартості переданого майна, ціна і кількість випущених акцій рішенням Індексного комітету можуть бути зафіксовані в Індексі станом на один з днів, що передували дню, коли починаються торги акціями реорганізованого товариства. Після початку торгів акціями вже реорганізованого товариства ціна акцій наводиться до поточним ринковим значенням. Кількість випущених акцій при необхідності актуалізується.
Для виключення стрибкоподібного зміни індексу при зміні ціни реорганізується, розраховується новий коефіцієнт Z згідно з правилами статті 11.
10.3.3. Реорганізація акціонерного товариства у формі приєднання
При приєднанні до акціонерного товариства, чиї акції входять в індекс, іншого акціонерного товариства, капіталізація акцій, що враховується в Індексі, збільшується пропорційно вартості приєднується майна. Якщо акції товариства, що приєднується звертаються на організованому ринку цінних паперів, то вартість приєднується майна визначається виходячи з цін, що склалися на ринку, з урахуванням коефіцієнта конвертації, Збільшення капіталізації здійснюється за підсумками останнього торгового дня, коли відбуваються торги акціями ще не реорганізованого товариства. Збільшення капіталізації здійснюється за рахунок збільшення кількості випущених цінних паперів або коефіцієнта free-float.
У разі неможливості визначення вартості приєднується майна, ціна і кількість випущених акцій рішенням Індексного комітету можуть бути зафіксовані в Індексі станом на один з днів, що передували дню, коли починаються торги акціями реорганізованого товариства. Після початку торгів акціями вже реорганізованого товариства, ціна акцій наводиться до поточним ринковим значенням. Кількість випущених акцій при необхідності актуалізується.
Для виключення стрибкоподібного зміни індексу при зміні ціни реорганізується, розраховується новий коефіцієнт Z згідно з правилами статті 11.
Контроль над процедурою розрахунку індексу.
З метою захисту індексу від помилок, допускається коригування розрахованих раніше значень індексу в наступних випадках:
1) технічний збій, що стався при розрахунку індексу,
2) нестандартна ситуація, не пов'язана зі зміною стану ринку і не передбачена цією методикою, але що зробила суттєвий вплив на індекс.
У разі виникнення технічного збою коригування значень індексу здійснюється біржею в максимально короткі терміни з моменту виявлення збою. В цьому випадку Біржа розміщує відповідне повідомлення на своєму вебсайті.

## Індексний кошик
В індексний кошик входять акції наступних підприємств (в дужках тікер емітента):
1. Алчевський металургійний комбінат (ALMK [Архівовано 21 жовтня 2013 у Wayback Machine.])
2. Авдіївський коксохімічний завод (AVDK [Архівовано 21 жовтня 2013 у Wayback Machine.])
3. Азовсталь (AZST [Архівовано 9 січня 2011 у Wayback Machine.])
4. Донбасенерго (DOEN [Архівовано 21 жовтня 2013 у Wayback Machine.])
5. Райффайзен банк Аваль (BAVL [Архівовано 9 січня 2011 у Wayback Machine.])
6. Центренерго (CEEN [Архівовано 21 жовтня 2013 у Wayback Machine.])
7. Єнакіївський металургійний завод (ENMZ [Архівовано 9 січня 2011 у Wayback Machine.])
8. Мотор Січ (MSICH [Архівовано 9 січня 2011 у Wayback Machine.])
9. Укрнафта (UNAF [Архівовано 26 липня 2011 у Wayback Machine.])
10. Укрсоцбанк (USCB [Архівовано 22 січня 2011 у Wayback Machine.])